# Särskilda åklagarkammaren
Särskilda åklagarkammaren (tidigare Riksenheten för polismål) är en svensk nationell operativ enhet inom Åklagarmyndigheten i Sverige som inrättades den 1 januari 2005. Kammaren har kansliort i Malmö. Chef för Särskilda åklagarkammaren är överåklagaren Anders Jakobsson
Vid åklagarkammaren handläggs:
- ärenden om brott av polisanställda samt andra ärenden om brott som avses i 3 och 5 §§ förordningen (2010:1031) om handläggningen av ärenden om brott av anställda inom polisen. Som exempel kan nämnas brott som har samband med arbetet och begås av polisanställda och personer som inte är anställda men som med stöd av ett särskilt förordnande från polismyndigheten utför arbete för polisen under ledning av en polis samt brott som inte har samband med arbetet och begås av anställd inom polisen eller brott av en student vid polisprogrammet,
- ärenden om brott av åklagare eller annan anställd inom åklagarväsendet, med vissa undantag,
- ärenden om brott utanför tjänsten av justitieråd, justitiesekreterare i Högsta domstolen, hovrättsdomare och domare i allmän underrätt,
- ärenden om brott av justitiesekreterare i Högsta förvaltningsdomstolen och domare vid kammarrätt och förvaltningsrätt,
- ärenden om brott utanför tjänsten av statsråd, riksdagens ombudsmän och justitiekanslern,
- ärenden om brott av riksdagsledamöter och riksdagens talman med undantag för ärenden om brott av den art som handläggs vid Riksenheten mot korruption och som avser riksdagsledamöter.
- ärenden där åklagaruppgiften av särskilda skäl inte bör utföras vid en annan åklagarkammare och
- utredningar om brott i tjänsten av åklagare eller domare där riksdagens ombudsmän, justitiekanslern eller riksåklagaren har beslutat att inleda förundersökning och annan handläggning inte särskilt bestäms.